# Карл Софрониус Филип фон Вартенслебен
Карл Софрониус Филип фон Вартенслебен (на немски: Karl Sophronius Philipp von Wartensleben und Flodroff; * 21 септември 1680 в Касел; † 7 октомври 1751 в дворец „Кастеел Дорт“, близо до Девентер, Нидерландия) е граф от стария пруски благороднически род фон Вартенслебен и Флодроф, саксонски кабинет-министър и полски министър.
Той е син на фелдмаршал граф Александер Херман фон Вартенслебен (1650 – 1734) и първата му съпруга София Доротея фон Май (1655 – 1684), дъщеря на Петер Адолф фон Май († 1663) и Катарина Ермгард Адриана фон Мюнххаузен (1635 – 1710). Баща му Александер Херман фон Вартенслебен се жени втори път 1693 г. за Анна София фон Тресков (1670 – 1735).
Сестра му Мария Вилхелмина Шарлота фон Вартенслебен (1683 – 1742) е главна дворцова дама на маркграфиня Вилхелмина Пруска. Полубрат е на Херман фон Вартенслебен (1700 – 1761), пруски полковник, и Леополд Александер (1710 – 1775), пруски генерал-лейтенант.
Карл Софрониус Филип фон Вартенслебен посещава университетите в Утрехт и Лайпциг, след това пътува през Европа. Пруският крал Фридрих I го изпраща 1703 г. като посланик в шведския двор. През 1704 г. той е приет в „Йоанитския орден“.
През 1728 г. той става кабинет-министър в Саксония при Август II. Той получа Ордена на Белия орел. След смъртта на краля 1733 г. той се оттегля от държавната служба и живее в двореца си Дорт.
Карл Софрониус Филип фон Вартенслебен умира на 71 години на 7 октомври 1751 г. в дворец „Кастеел Дорт“ близо до Девентер. Той е прадядо на принцеса Елеонора Българска (1860 – 1917), съпруга от 1908 г. на цар Фердинанд I от България (1861 – 1948).
Родът фон Вартенслебен съществува и днес в територията на архиепископство Магдебург.

## Фамилия
Карл Софрониус Филип фон Вартенслебен се жени на 19 март 1706 г. в Катендийке за богатата Йохана Маргарета Хуисен ван Катендий графиня фон Флодроф (* 12 юли 1691, Миделбург; † 3 май 1724, Дорт до Девентер) от Нидерландия, дъщеря на имперски барон Хендрик Хуисен ван Катендийке (1667 – 1708) и имперска баронеса Мария Сузана Хуисен тот Восемеер (1659 – 1730). Те имат две деца:
- Карл Фридрих фон Вартенслебен и Флодроф (* 16 април 1710; † декември 1745), холандски генерал и генерал-адютант на принц Вилхелм IV фон Насау-Орания, женен 1733 г. за Венделина Корнера Алберда (1713; † 4 март 1746) от род Менкема[2][3]
- Амалия Есперанца фон Вартенслебен и Флодроф (* 17 март 1715, Дорт близо до Девентер; † 22 април 1787, Берлин), омъжена на 7 юни 1743 г. в Дорт близо до Девентер за граф Хайнрих IX Ройс-Кьостриц (* 15 септември 1711, Кьостриц; † 16 септември 1780, Берлин)[4]. Тя е баба на:
  - княз Хайнрих LXIII Ройс-Кьостриц (1786 – 1841), дядо на принцеса Елеонора Българска (1860 – 1917), съпруга от 1908 г. на цар Фердинанд I от България (1861 – 1948).